# Letkési-patak
A Letkési-patak a Börzsönyben ered, Pest vármegyében, mintegy 400 méteres tengerszint feletti magasságban. A patak forrásától kezdve nyugati irányban halad, majd eléri az Ipolyt.

## Part menti település
- Letkés